# رادوسلاو لاتال
رادوسلاو لاتال (چکی: Radoslav Látal؛ زادهٔ ۶ ژانویهٔ ۱۹۷۰) بازیکن سابق و مربی فوتبال اهل جمهوری چک است.
از باشگاه‌هایی که در آن بازی کرده‌است می‌توان به باشگاه فوتبال شالکه ۰۴، دوکلا پراگ، باشگاه فوتبال بانیک استراوا، و باشگاه فوتبال سیگما اولوموتس اشاره کرد.
وی همچنین در تیم‌های ملی فوتبال چکسلواکی و جمهوری چک بازی کرده‌است.